# Yoojung
Choi Yoo-jung (Guri, Gyeonggi, 12 de noviembre de 1999), más conocida como Yoojung, es una cantante surcoreana. Debutó en mayo de 2016 como miembro del grupo proyecto I.O.I  tras conseguir la 3ª posición en el survival de Mnet Produce 101. En enero de 2017, tras la disolución oficial de I.O.I, Yoojung retornó a su agencia Fantagio Entertainment para debutar con el grupo Weki Meki en agosto de ese mismo año.

## Infancia y educación
Choi Yoojung nació en Guri, provincia de Gyeonggi, el 12 de noviembre de 1999. Cuando era una niña su sueño era ser profesora o policía pero con el paso de los años comenzó a mostrarse más interesada en el mundo del espectáculo. Finalmente, se unió a Fantagio y fue trainee durante cuatro años y siete meses.
Asistió al Guri Girls' High School pero posteriormente sería transferida a la School of Performing Arts Seoul junto con su compañera tanto en I.O.I como Weki Meki Kim Doyeon.

## Carrera

### 2016:Produce 101e I.O.I
En enero de 2016 comienza su participación en Produce 101 junto con Doyeon y otras tres trainees de Fantagio con la esperanza de debutar en el grupo de once chicas que se formará tras el programa bajo YMC Entertainment. Desde el inicio Yoojung consigue cierta popularidad y elegida como center del video musical de la canción "Pick Me" que sirve como comienzo de las promociones del survival. Tanto Yoojung como Doyeon se mantienen en las primeras posiciones durante todos los episodios hasta finalmente ser 3ª y 8ª respectivamente en la final celebrada el 1 de abril de 2016. Gracias a eso se convirtieron en miembros de I.O.I. El 4 de mayo de 2016 I.O.I lanza su sencillo debut titulado "Dream Girls", en la que Yoojung y Nayoung se hacen cargo del rap. Ambas escriben además la letra de la canción introductoria "I.O.I". Cabe destacar además que el grupo promociona también con una unidad de 7 chicas, en la cual participa Yoojung, y que lanza la canción "Whatta Man" el 9 de agosto de 2016. Como parte de I.O.I, Yoojung también participa en una banda sonara que lleva por título "Flower, Wind and You" junto con Chungha, Somi y la concursante de Produce 101 y miembro de DIA Huihyeon. También aparece en el video musical de la canción "Breathless" del grupo ASTRO. En noviembre de 2016, se incorpora al elenco del programada de Mnet Golden Tambourine.

### 2017-presente: Weki Meki y carrera en solitario
Tras la separación de I.O.I y abandonar la disciplina de YMC Entertainment, Yoojung y Doyeon graban un reality show en los Estados Unidos titulado Dodaeng's Diary in LA emitido en TVING. Meses más tarde, Fantagio hace públicos sus planes de debutar un nuevo grupo de chicas, cuyo nombre sería revelado más tarde como Weki Meki, y del que, obviamente, tanto Yoojung como Doyeon serían parte. El debut se produciría el 8 de agosto de 2017 con el lanzamiento de la canción "I Don't Like Your Girlfriend", incluida en un EP de 6 canciones titulado Weme, algunas de las cuales incluyen letras escritas por Yoojung.
En mayo de 2018, Starship Entertainment y Fantagio reveland sus planes de formar una unidad especial con 4 chicas provenientes de sus respectivos grupos Cosmic Girls y Weki Meki, y que recibiría el nombre de WJMK. Por parte de Weki Meki sería Yoojung y Doyeon, por parte de Cosmic Girls Luda y Seola. Su canción "Strong" fue publicada el 1 de junio de 2018, junto con su video musical.
En agosto de 2024, Weki Meki se disolvió debido a la finalización del contrato de sus integrantes, por lo que Yoojung actualmente continúa con sus actividades en solitario.

## Discografía

### Sencillos
| Título                                                                       | Año            | Posición en los rankings | Ventas         | Álbum                 |                |
| Título                                                                       | Año            | COR Gaon                 | Ventas         | Álbum                 |                |
| Colaboraciones                                                               | Colaboraciones | Colaboraciones           | Colaboraciones | Colaboraciones        | Colaboraciones |
| ---------------------------------------------------------------------------- | -------------- | ------------------------ | -------------- | --------------------- | -------------- |
| "Flower, Wind and You" (꽃, 바람 그리고 너) (con Huihyeon, Chungha and Somi) | 2016           | 42                       | - COR: 38.862+ |                       |                |
| "Rise and Fall" (흥망성쇠) (con Yoo Se-yoon, Shim Hyung-tak and Jo Kwon)     | 2017           | —                        | —              | Golden Tambourine OST |                |
| "—" indica que no fueron incluidas en el ranking.                            |                |                          |                |                       |                |

## Filmografía

### Series de televisión
| Año  | Título          | Papel      | Televisión    | Notas           | Ref.   |
| ---- | --------------- | ---------- | ------------- | --------------- | ------ |
| 2015 | To Be Continued | Estudiante | Naver TV Cast | Cameo           | [ 20 ] |
| 2017 | Idol Fever      | Yoojung    | Naver TV Cast | Papel principal | [ 21 ] |

### Programas de televisión
| Año       | Título                         | Papel                              | Televisión | Notas          | Ref.                |
| --------- | ------------------------------ | ---------------------------------- | ---------- | -------------- | ------------------- |
| 2016      | Produce 101                    | Concursante                        | Mnet       |                |                     |
| 2016–2017 | Golden Tambourine              | Presentadora                       | Mnet       |                | [ 10 ]              |
| 2017      | Dodaeng's Diary in LA          | Ella misma                         | TVING      | Junto a Doyeon | [ 12 ]              |
| 2017      | King of Mask Singer            | Concursante                        | MBC        | Episodio 131   | [ 22 ]              |
| 2018      | Battle Trip                    | Ella misma                         | KBS        | Eposidos 89–90 | [ 23 ]              |
| 2018      | Secret Unnie                   | Ella misma                         | JTBC       |                |                     |
| 2020      | King of Mask Singer            | concursó como "Scorpius""Scorpius" | MBC        | ep.251-252     | [ 24 ]              |
| 2020      | Knowing Bros (Ask Us Anything) | Invitada                           | JTBC       |                | junto a Kim Do-yeon |